# مت ریدل
متیو فردریک ریدل (به انگلیسی: Matthew Frederick Riddle) (زاده ۱۴ ژانویه ۱۹۸۶) یک کشتی‌گیر حرفه‌ای و مبارز سابق هنرهای رزمی ترکیبی است که در حال حاضر استخدام کمپانی دبلیودبلیوئی است و در شوی رای آنجا با نام ریدل (به انگلیسی: Riddle) کوتاه شده از نام قبلی او، مت ریدل (به انگلیسی: Matt Riddle) فعالیت می‌کند.
وی در سال ۲۰۱۸ قراردادی با دبلیودبلیوئی امضا کرد و در برند ان‌اکس‌تی حاضر شد و در آنجا به همراه پیت‌داون قهرمان کمربند تگ تیم ان‌اکس‌تی شدند.
مت ریدل در ۳۰ می ۲۰۲۰ به بالاترین سطح دبلیودبلیوئی راه یافت و بعد در ماه فوریه ۲۰۲۱ در پی‌پرویوی الیمنیشن چیمبر قهرمان کمربند ایالات متحده دبلیودبلیوئی شد و در اوت ۲۰۲۱ هم قهرمان تگ تیم راو شد.